# 조종암
조종암(朝宗巖)은 대한민국 경기도 가평군 조종면 대보리에 있는 화강암 바위 암벽에 글씨를 새기고, 그 앞에 비석을 세운 후 단을 만들어 제사를 지내면서부터 불린 이름이다. 1975년 9월 5일 경기도의 기념물 제28호로 지정되었다.

## 개요
조종암은 큰 바위 암벽에 글씨를 새기고, 그 앞에 비석을 세운 후 단을 만들어 제사를 지내면서부터 불린 이름이다.
바위에는 조선 숙종 10년(1684) 임진왜란 때 명나라가 베풀어준 은혜와 병자호란 때 청나라로부터 당한 굴욕을 잊지 말자는 뜻의 여러 글귀를 가평군수 이제두와 허격, 백해명 등이 새겨 놓았다. 즉, 명나라 마지막 황제 의종의 글씨 ‘사무사(思無邪:생각에 사특함이 없음)’, 조선 선조의 글씨 ‘만절필동 재조번방(萬折必東 再造蕃邦:일만 번 꺾여도 반듯이 동력으로 흐르거니 명나라 군대가 왜적을 물리치고 우리나라를 다시 찾아 주었네)’, 송시열이 쓴 효종의 글귀 ‘일모도원 지통재심(日暮道遠 至痛在心:해는 저물고 갈 길은 먼데 지극한 아픔이 마음속에 있네)’, 낭선군 이우가 쓴 ‘조종암(朝宗巖:임금을 뵈이는 바위)’이란 글귀 등이 적혀 있다.
순조 4년(1804)에는 이러한 유래를 적은 비를 암벽 앞에 세웠는데 , 비문은 조진관이 짓고 김달순이 썼다. 또한 순조 31년(1831)에는 명나라 9의사(병자호란 때 청에 잡혀간 봉림대군과 합심하여 인조 23년 대군이 귀국할 때 우리나라로 망명했던 명나라 사람들)의 후손이 이곳에 와서 지방 유림들과 함께 대통행묘(大統行廟)와 구의행사(九義行祠)를 세워 명나라 태조와 9의사를 위한 제사를 지내었다.
조선시대 당시 명나라를 숭상하고 청나라를 배척했던 소위 숭명배청(崇明排淸)의 사상을 잘 보여주는 유적이라 할 수 있다.
조종암의 바위는 지질학적으로 중생대에 형성된 화강암에 해당한다.

## 암각문
- 사무사(思無邪) : 논어 위정편에서 따온 말로 아무리 궁리해 봐도 절대 부정의 개념으로 이해될 수 없는 말이다. 이는 김상헌이 청나라 심양에 잡혀 있을 때 입수한 명나라 마지막 숭정제 의종의 어필이다.
- 만절필동 재조번방(萬折必東 再造藩邦) : 조선을 도와준 명나라의 은혜에 감사하며 선조가 친히 써서 올렸던 글의 일부이다. 만절필동(萬折必東)은 ‘물결이 만 번 꺾이어도 반드시 동쪽으로 흘러간다’는 뜻이다. 바로 조종의 물이 그러하고 조선의 의지가 그러하다는 뜻이다. 재조번방(再造藩邦)은 명나라가 번방인 조선을 다시 세워 주었다는 의미로 명의 은혜에 감사하는 의미다. 물론 번방이라는 의미가 다소 꺼림칙하지만 풍전등화의 운명에 처해 있던 조선을 도와준 명나라가 고마운 것은 사실이다.
- 일모도원 지동재심(日暮途遠 至痛再心): ‘날은 저물고 갈 길은 먼데 지극한 아픔이 가슴에 남아 있다’는 뜻으로, 효종임금이 척화대신 이경에 내린 비사를 송시열의 서체로 새긴 것이다. 이것은 병자호란의 치욕을 씻기 위해 필사적으로 북벌을 단행하고자 했으나 제반여건이 여의치 못해 포기해야만 했던 효종의 통탄의 심경이 아로새겨진 말이다.
- 견심정(見心亭) : 조종암에 정자를 세우려 했던 이항로가 뜻을 이루지 못하자 그이 제자인 유중교가 1874년에 스승이 정자를 지으려 했던 바위에 새긴 글이다. ‘견심’은 주역에 나오는 말로 비록 현재는 위기상황에 있지만 강한 기운은 반드시 되돌아온다는 낙관적 의미를 내포하고 있다. 즉 명나라의 멸망으로 천하가 오랑캐의 지배에 들어가고 서양문명까지 범람하지만 자연현상이 순환되는 것처럼 유교문화는 반드시 역전되어 회생되리라는 믿음이 그 속에 담겨있다.[2]

## 현지 안내문
조종암
- 경기도 기념물 제28호

조종암은 조선시대 숙종 10년(1684년) 임진왜란 때 조선에 구원병을 보내 준 명나라의 은혜와 병자호란 때 청나라에 당한 굴욕을 잊지 말자는 의지를 담은 암각서이다. 당시 가평 군수였던 이제두와 유생 허격, 백해명 세 명이 주도하여 만들었다고 알려져있다.
암각서는 모두 22자로 구성되어 있다. 정면에는 선조의 손자인 낭선군 이우가 쓴 조종암, 왼쪽 제일 높은 곳에는 명나라의 마지막 황제인 의종의 글씨 사무사, 그 아래에는 조선 선조의 글씨인 만전필동 재조번방, 그 왼쪽 중앙에는 순조 4년(1804년)에 조종암을 세운 이유와 과정을 상세하게 기록한 조종암기실비가 세워져 있다. 유적 오른쪽 바위에는 화서 이항로의 제자인 유증교가 쓴 경심정 이란 글씨가 적혀있다.
조종암은 병자호란 이후 오랑캐인 청나라를 멀리하고 사라진 명나라의 문화를 이어받았다는 숭명배청 사상을 보여 주는 문화재로 평가되고 있다.

## 사진

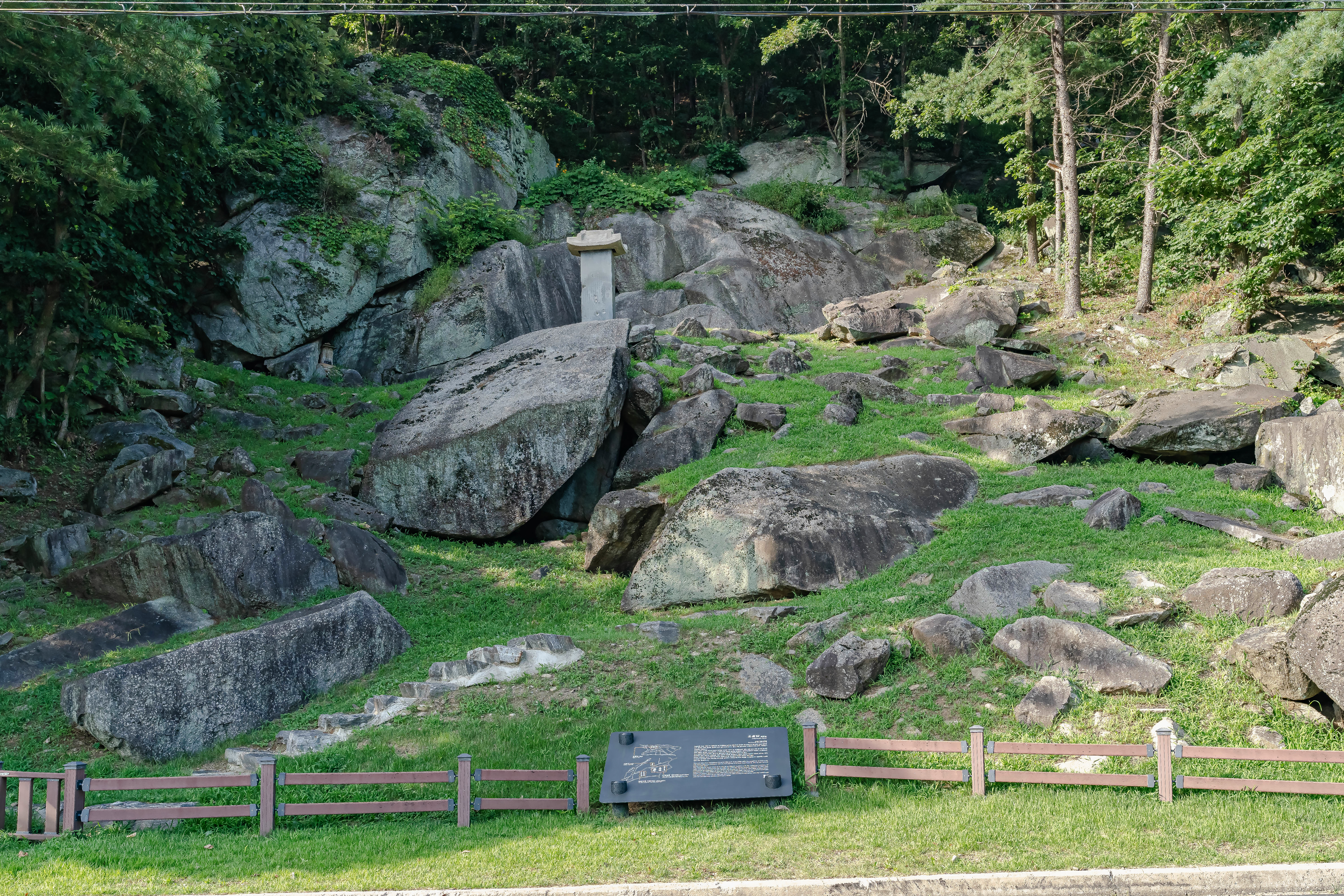
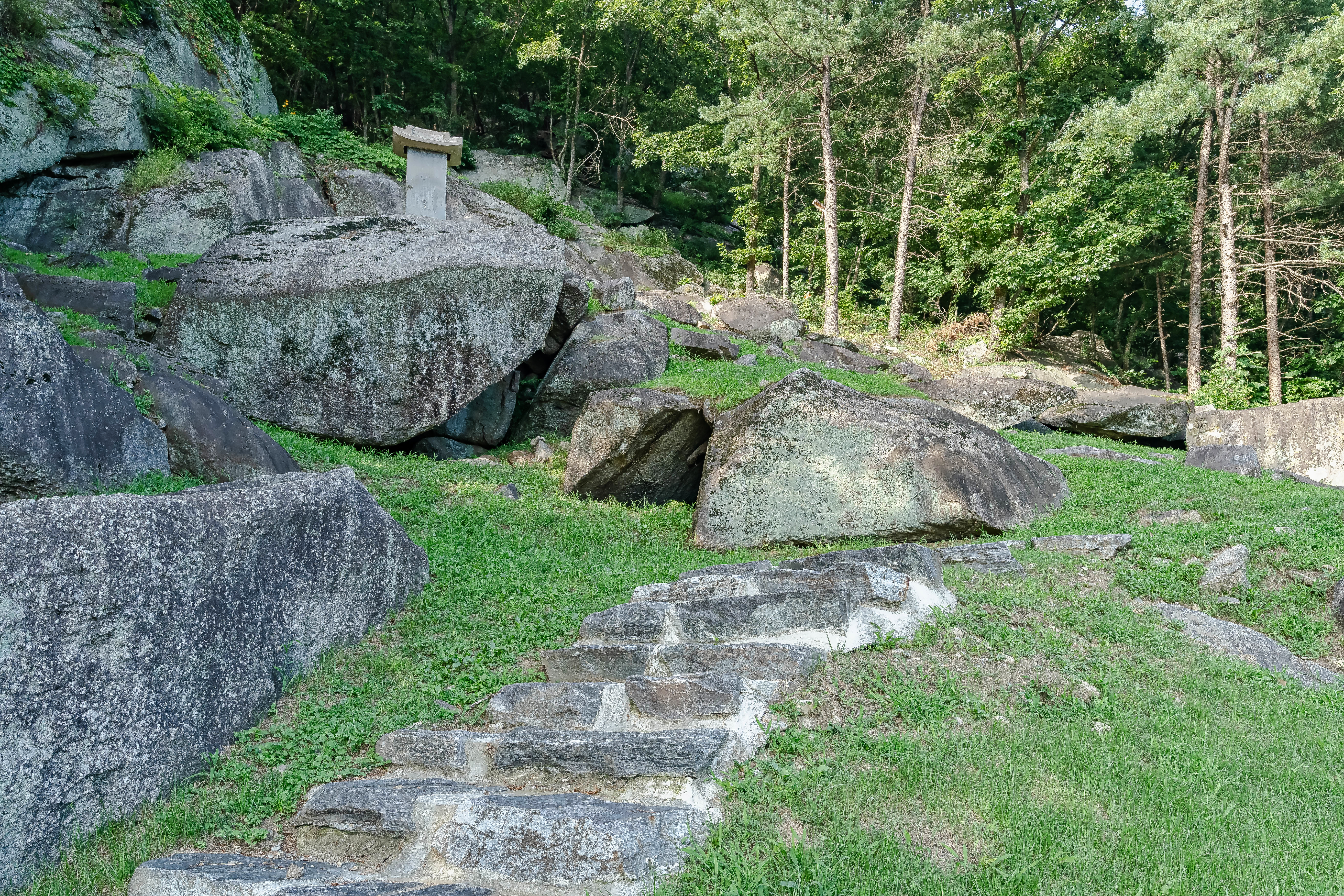
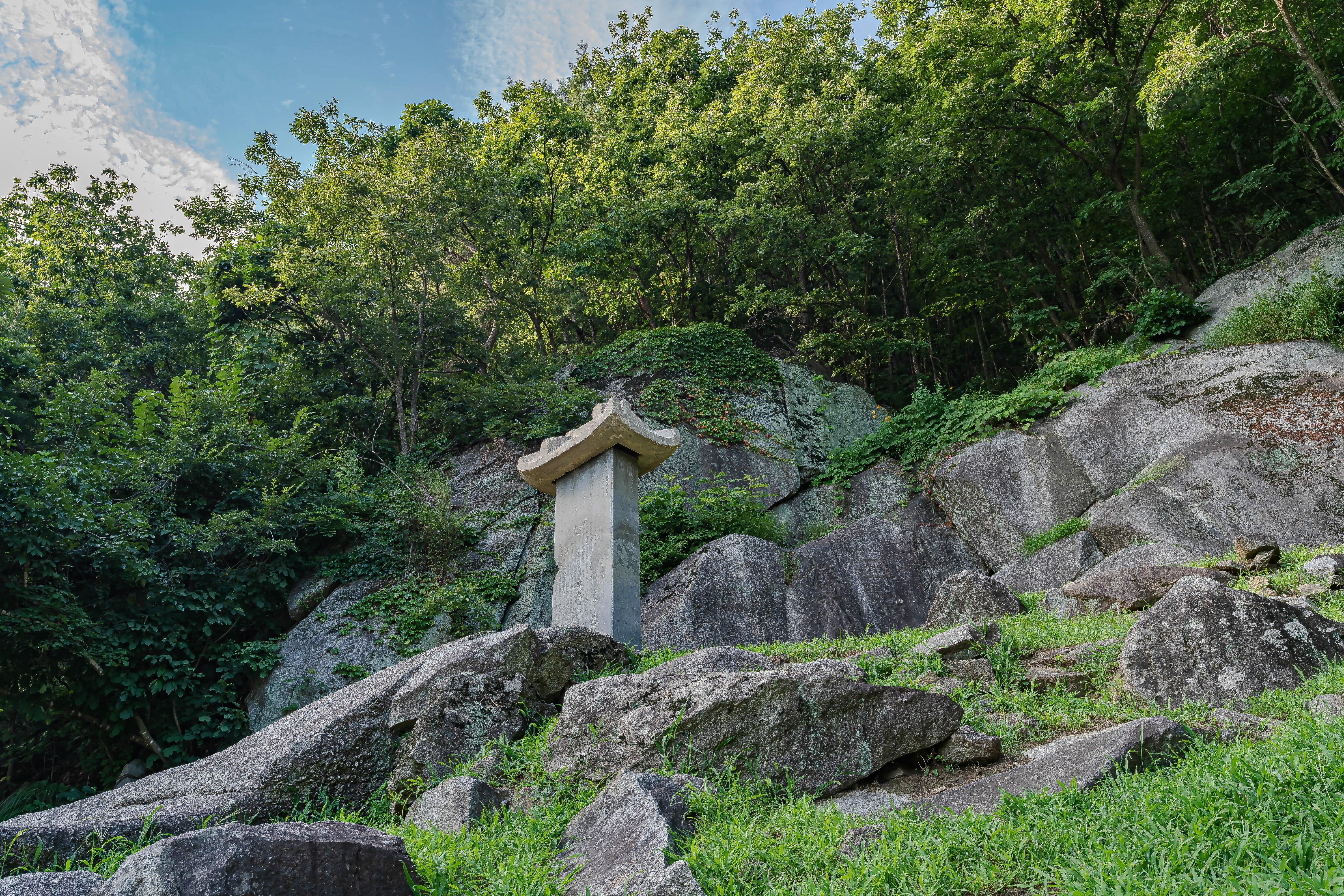
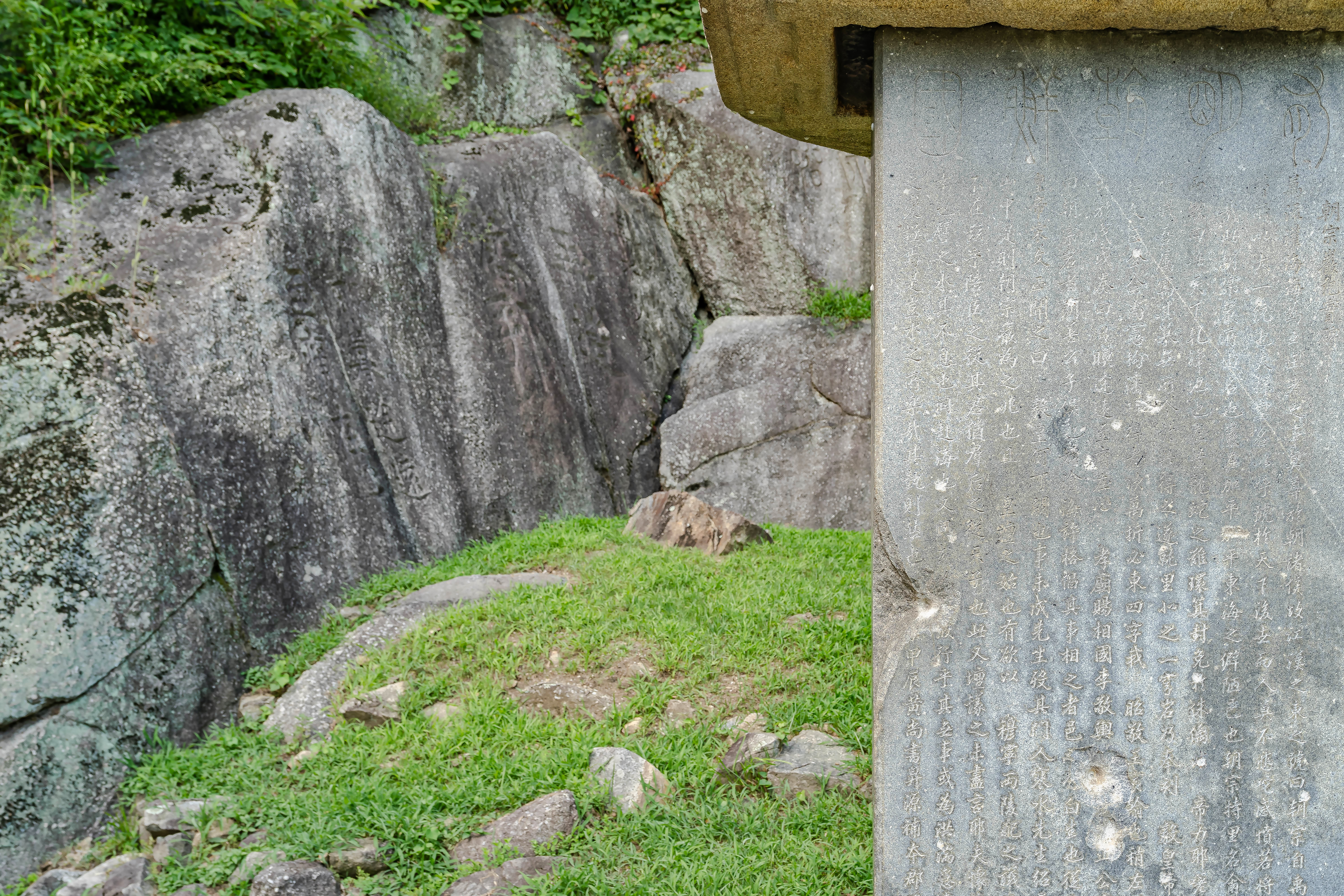
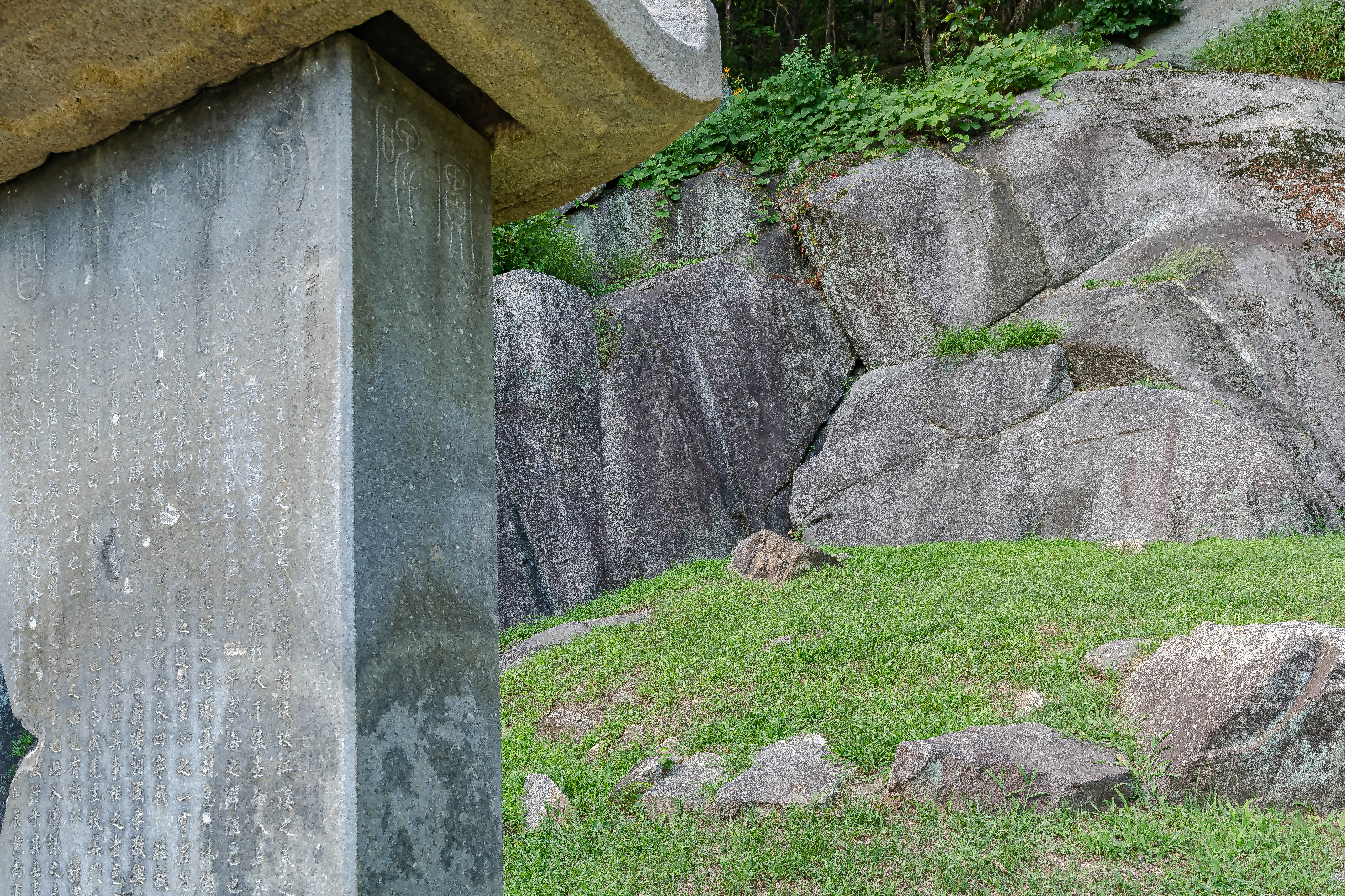
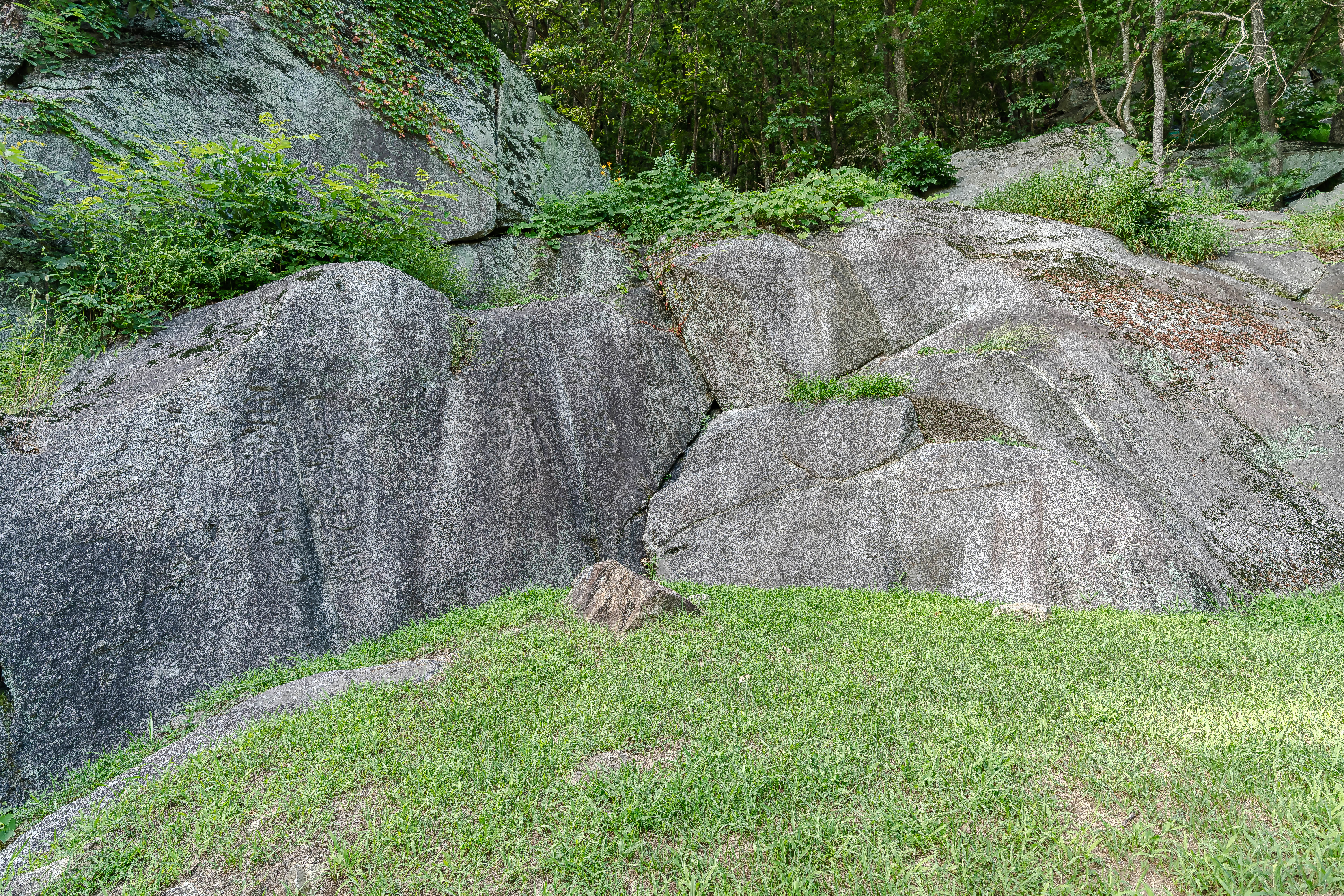
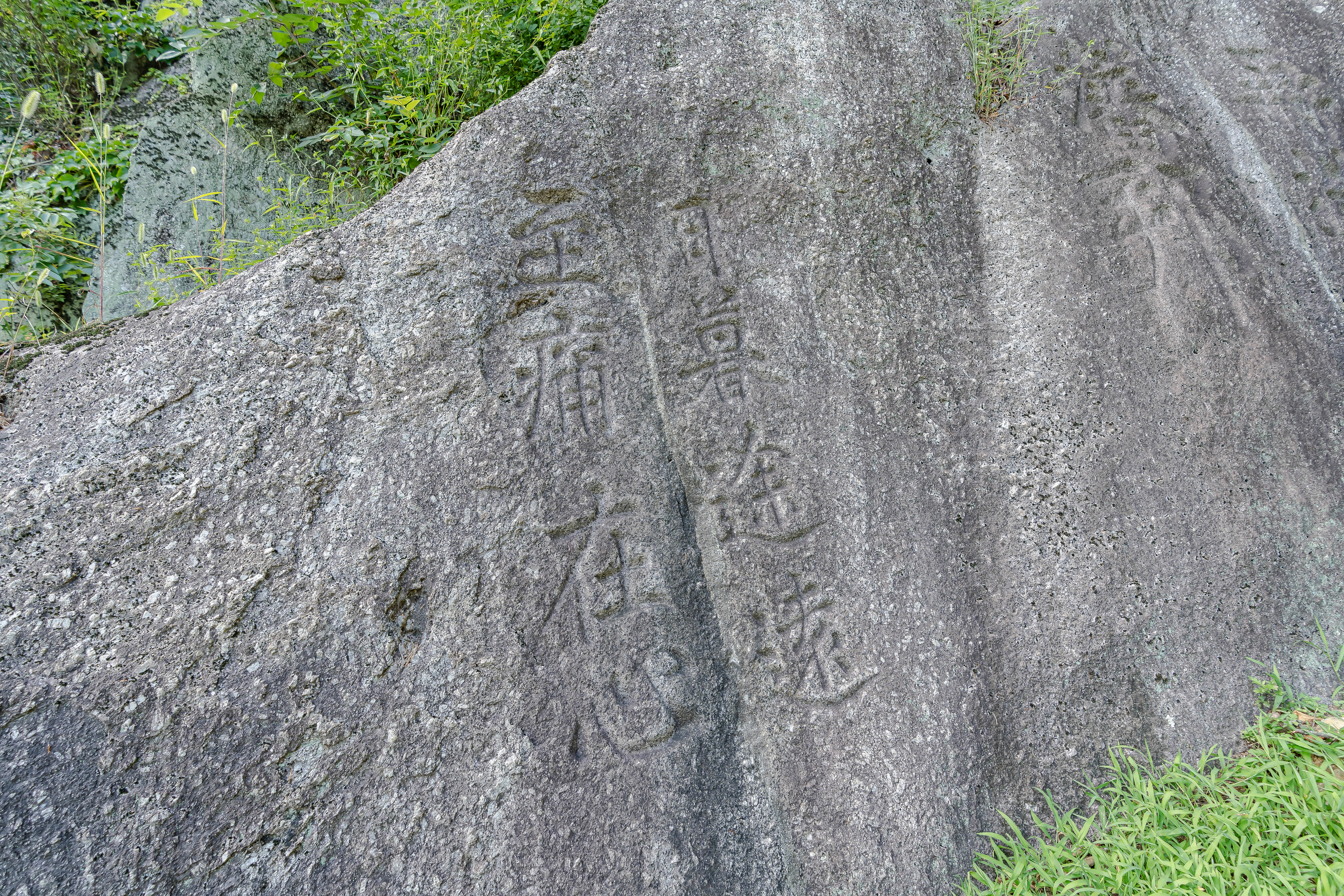
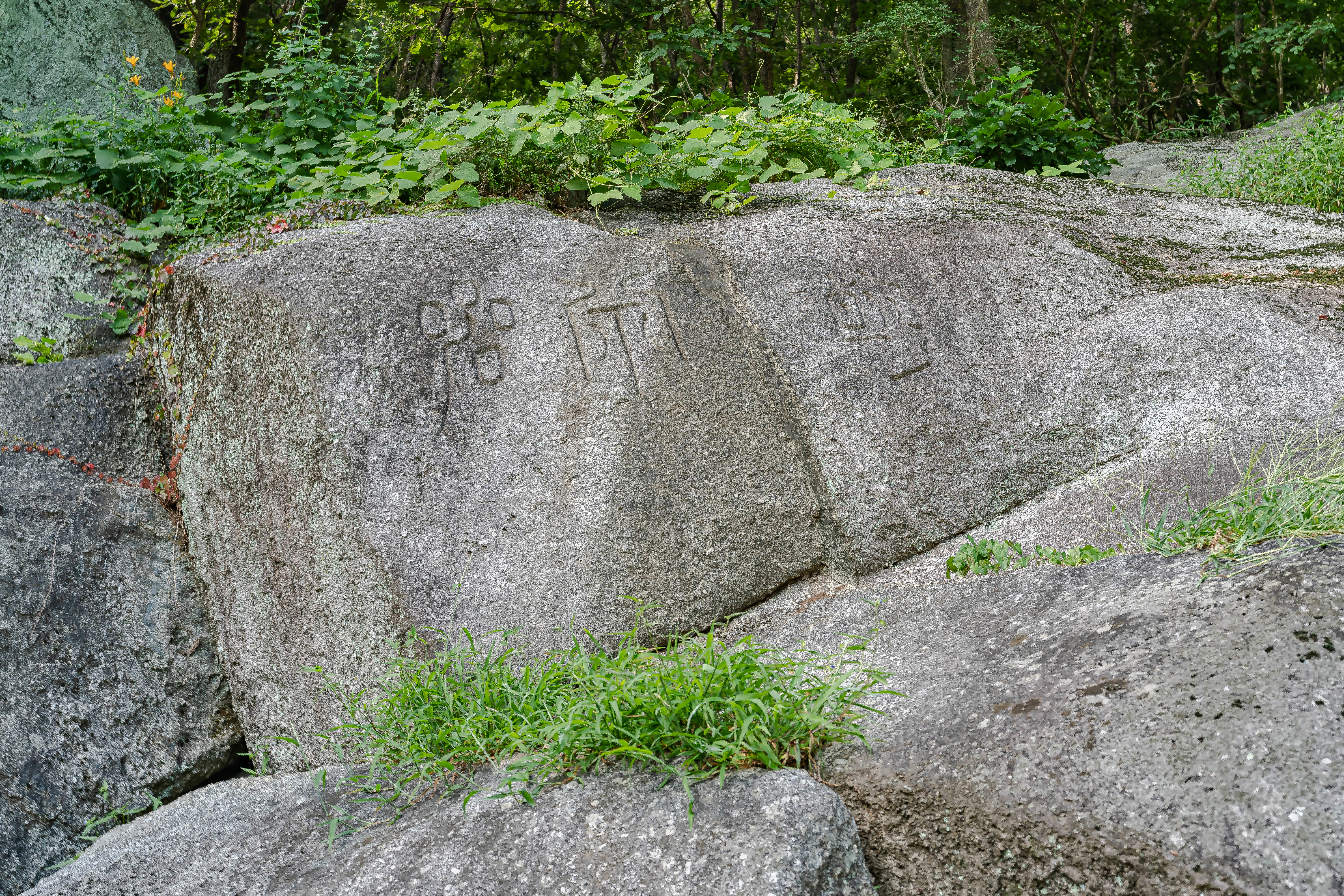
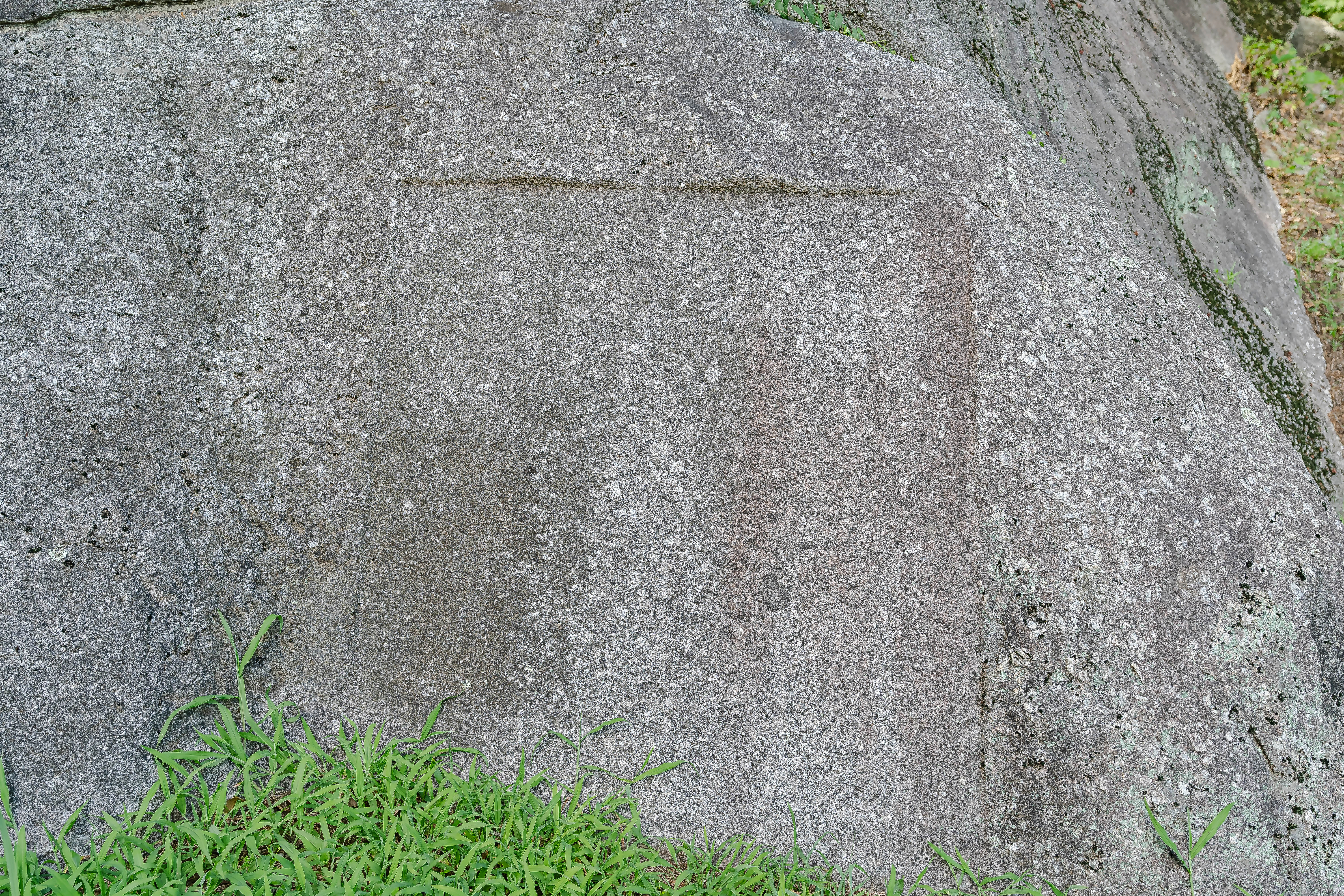
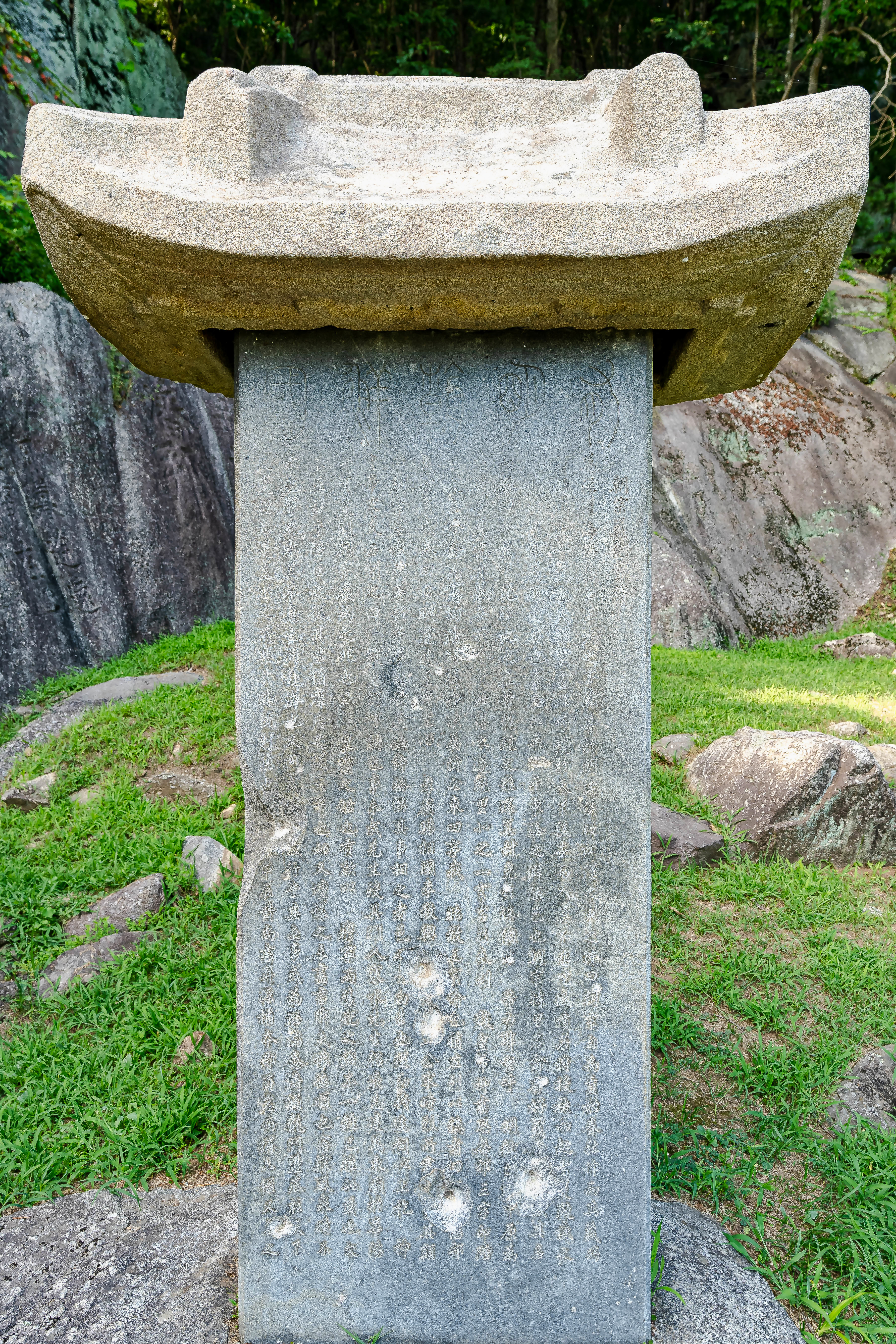
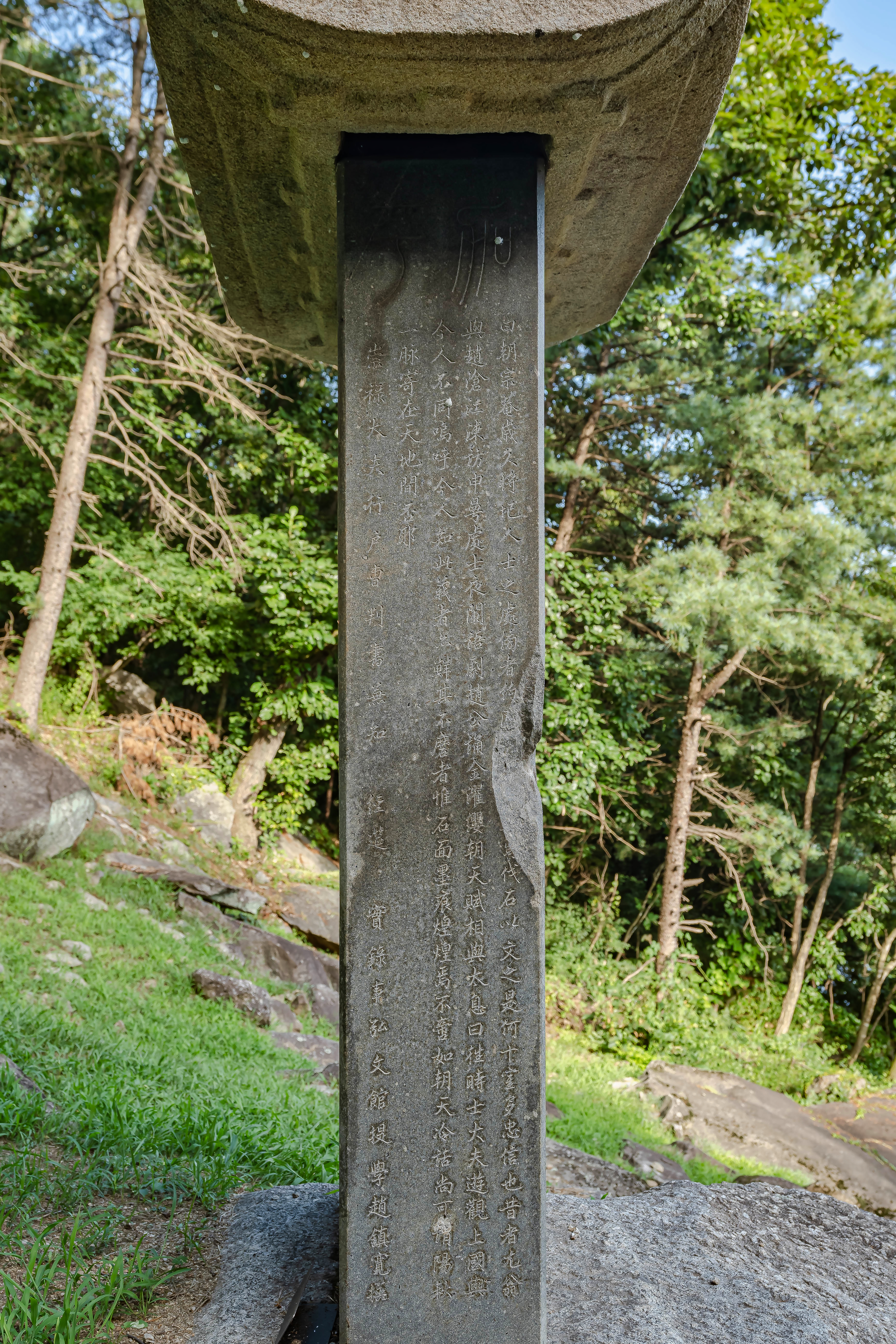
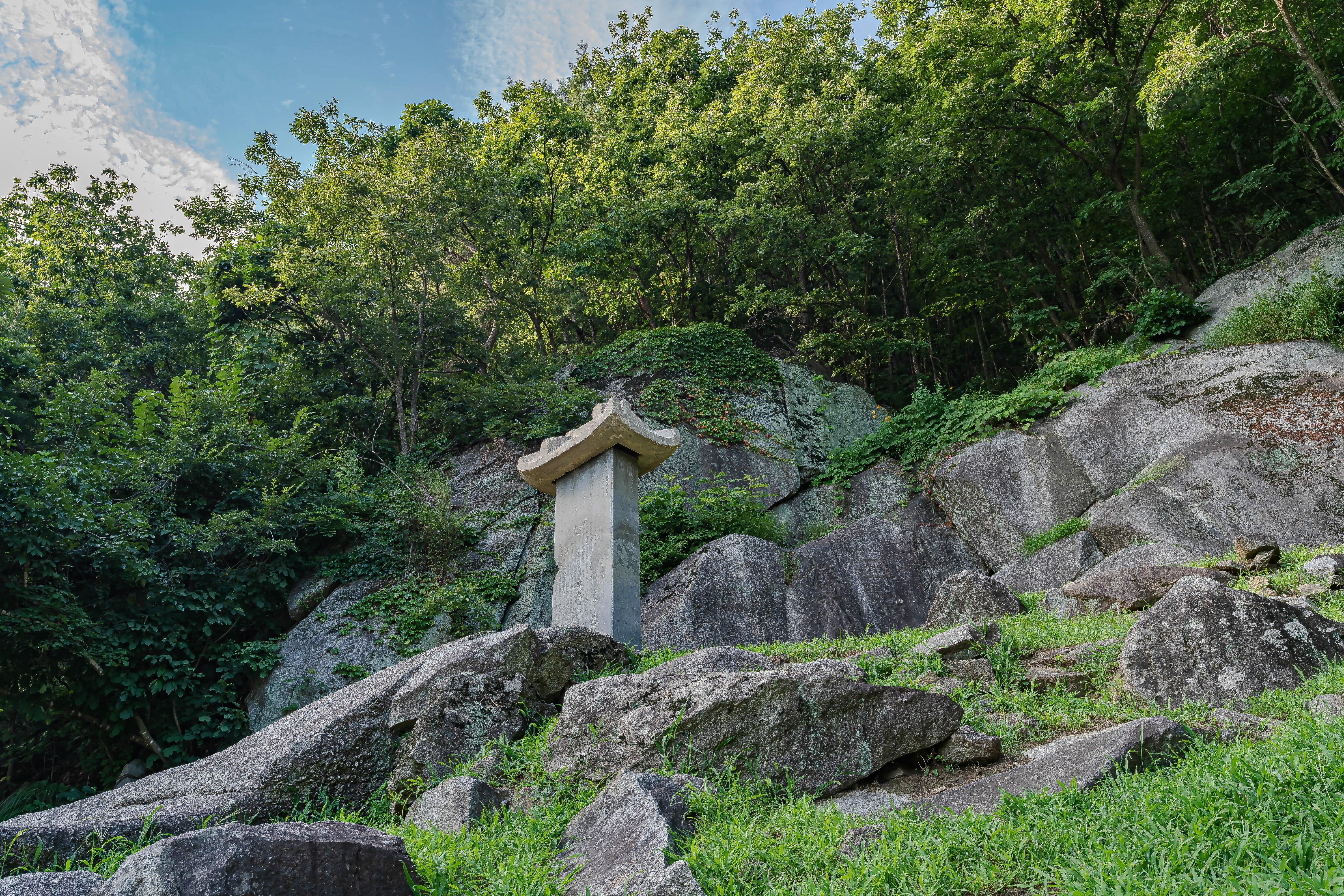

## 참고 문헌
- 조종암 - 문화재청 국가문화유산포털
- 조종암 - 디지털가평문화대전
- 조종암 - 가평군 홈페이지
- 조종암 보관됨 2021-08-10 - 웨이백 머신 - 경기문화재연구원
- 조종암 보관됨 2021-08-10 - 웨이백 머신 - 가평문화원
- 조종암 - 경기도메모리
- 조종암 보관됨 2021-08-10 - 웨이백 머신 - 경기관광포털